# 和銅黑谷站

檢票口（2011年9月）

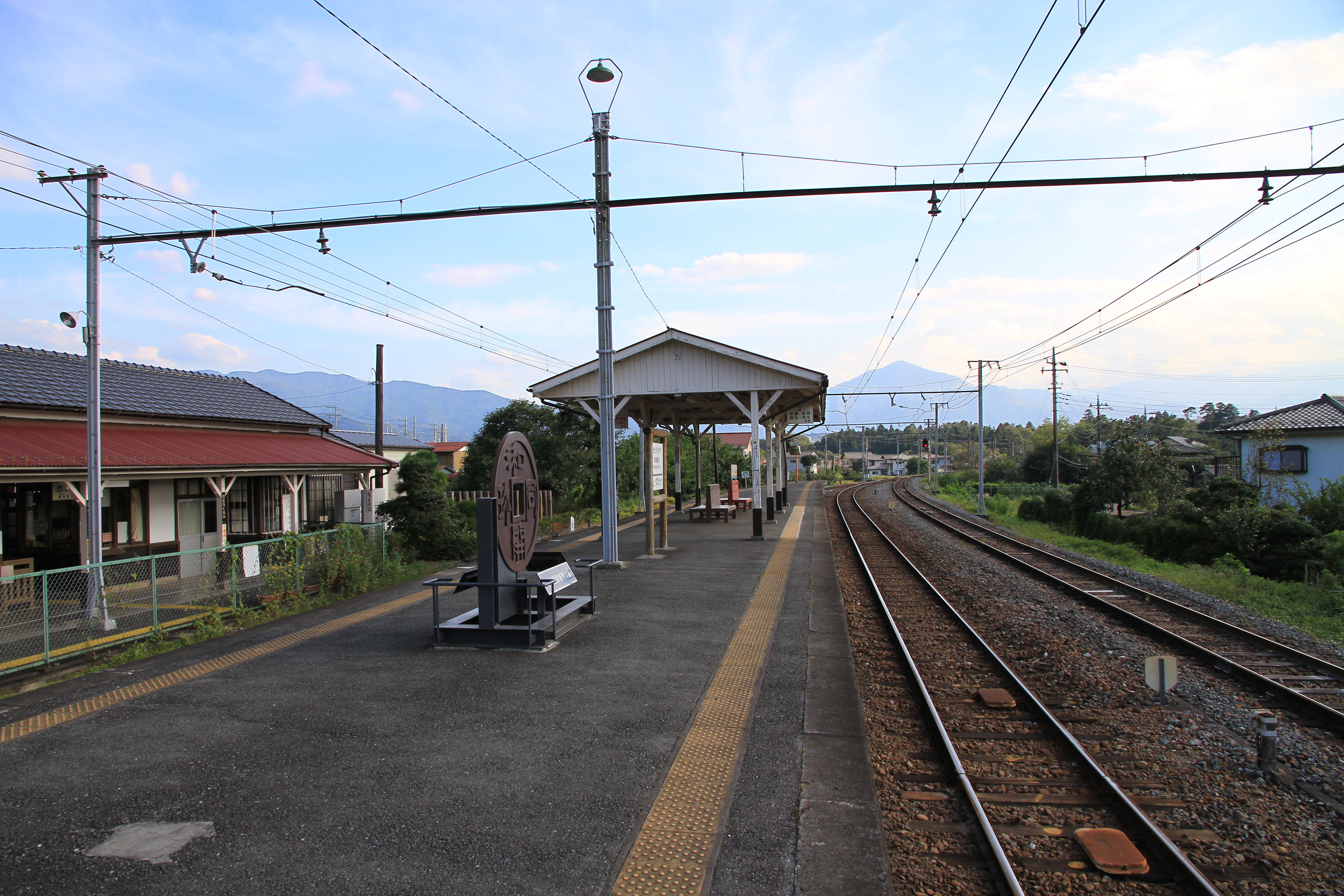
月台（2011年9月）

和銅黑谷站（日语：／ Wadoukuroya eki */?）是位於埼玉縣秩父市黑谷412番4號，秩父鐵道的秩父本線車站。

## 歷史

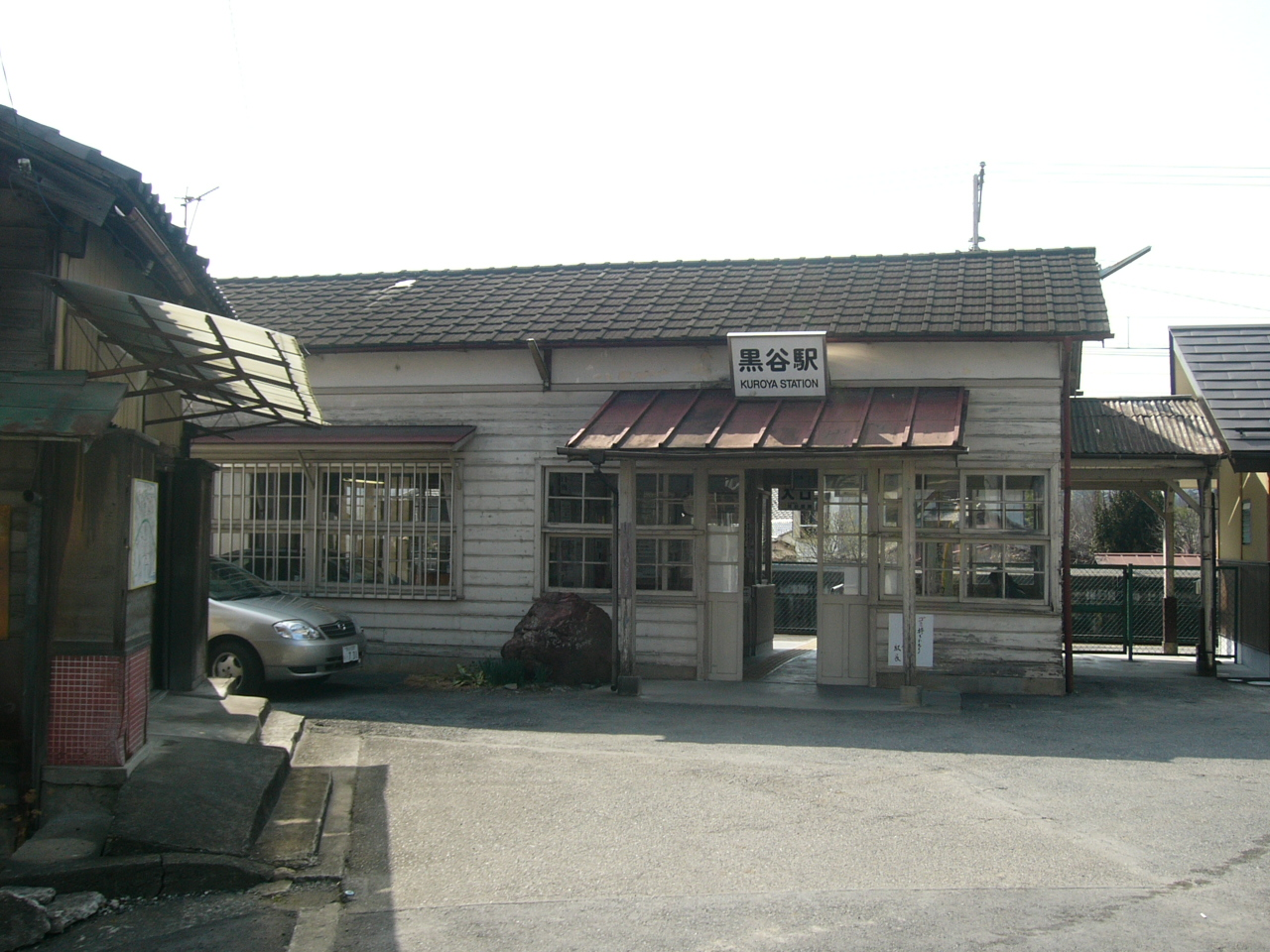
黑谷站時代的車站大樓（2006年5月）

- 1914年（大正3年）10月27日 - 黑谷站啟用。
- 2008年（平成20年）4月1日 - 為了紀念和銅1300周年，車站改名為和銅黑谷站[1]。

## 車站構造
此站是地面車站，設有1面2線的島式月台。此站是由寄居站管理的業務委託車站。
車站職員當值時間為平日的星期一、三、五7:00～14:00，平日的星期二、四11:30～18:30和星期六日8:00～16:00。
此站最接近「和銅遺蹟」。此站步行約5分鐘可到達聖神社，從神社步行15分鐘可到達和銅遺蹟。月台上設有直徑約1〜2米的和同開珎之紀念碑。
在檢票口內設有廁所。

### 月台
| 月台 | 路線    | 方向                                              |
| ---- | ------- | ------------------------------------------------- |
| 1    | ■秩父線 | 秩父、三峰口方向 ■西武線直通 飯能、所澤、池袋方向 |
| 2    | ■秩父線 | 長瀞、寄居、熊谷、行田市、羽生方向                |

自家通勤型車輛停靠在1號月台時，每卡車輛只會開啟兩度車門。

## 使用狀況
- 在2018年度1日平均乘車人次為218人[2]。

| 年度               | 1日平均 乘車人次 |
| ------------------ | ---------------- |
| 2009年（平成21年） | 185              |
| 2010年（平成22年） | 187              |
| 2011年（平成23年） | 185              |
| 2012年（平成24年） | 169              |
| 2013年（平成25年） | 178              |
| 2014年（平成26年） | 192              |
| 2015年（平成27年） | 189              |
| 2016年（平成28年） | 185              |
| 2017年（平成29年） | 212              |
| 2018年（平成30年） | 218              |

以下為1974～1998年度的上下車人次變化。
| 年度               | 一年總 乘車人次 | 一年總 下車人次 |
| ------------------ | --------------- | --------------- |
| 1974年（昭和49年） | 176,919         | 171,652         |
| 1975年（昭和50年） | 174,244         | 171,526         |
| 1976年（昭和51年） | 146,635         | 131,587         |
| 1977年（昭和52年） | 143,882         | 141,985         |
| 1978年（昭和53年） | 134,259         | 137,165         |
| 1979年（昭和54年） | 130,611         | 127,433         |
| 1980年（昭和55年） | 129,703         | 125,392         |
| 1981年（昭和56年） | 128,522         | 123,685         |
| 1982年（昭和57年） | 125,067         | 121,462         |
| 1983年（昭和58年） | 121,079         | 114,288         |
| 1984年（昭和59年） | 116,362         | 110,057         |
| 1985年（昭和60年） | 114,790         | 112,956         |
| 1986年（昭和61年） | 114,787         | 109,396         |
| 1987年（昭和62年） | 111,200         | 104,664         |
| 1988年（昭和63年） | 106,824         | 100,449         |
| 1989年（平成元年） | 102,304         | 97,959          |
| 1990年（平成2年）  | 105,066         | 103,016         |
| 1991年（平成3年）  | 105,023         | 101,993         |
| 1992年（平成4年）  | 101,160         | 101,712         |
| 1993年（平成5年）  | 102,924         | 100,251         |
| 1994年（平成6年）  | 99,388          | 96,759          |
| 1995年（平成7年）  | 91,745          | 90,085          |
| 1996年（平成8年）  | 97,415          | 93,375          |
| 1997年（平成9年）  | 84,834          | 88,778          |
| 1998年（平成10年） | 83,822          | 83,938          |

## 車站周邊
- 國道140號
- 荒川
  - 和銅大橋（日语：和銅大橋）
- 橫瀨川（日语：横瀬川）
  - 橫瀨川橋樑
- 和銅遺蹟（日语：和銅遺跡）
- 聖神社（日语：聖神社 (秩父市)）
- 諏訪城蹟
- 飯塚·招木古墳群（日语：飯塚・招木古墳群）

## 巴士路線
| 乘車處     | 乘車處 | 系統   | 主要途經                 | 目的地     | 巴士公司     | 備註 |
| ---------- | ------ | ------ | ------------------------ | ---------- | ------------ | ---- |
| 和銅黑谷站 |        | 原谷線 | 下宿、大野原站前、秩父站 | 西武秩父站 | 西武觀光巴士 |      |

## 相鄰車站
秩父鐵道
秩父本線
SL「Paleo Express」、急行「秩父路」
通過
普通
皆野－和銅黑谷－（（貨）武州原谷）－大野原

## 注腳
1. ↑  秩父鉄道からのお知らせ:平成20年4月1日より『黒谷駅』を『和銅黒谷駅』に駅名改称!! （页面存档备份，存于）（日語）
2. ↑  【掲載】０９、運輸・TRANSPORTATION （页面存档备份，存于）（日語）
3. ↑  秩父市誌続編三編集委員会編集『秩父市誌 続編三』575頁、埼玉県秩父市、1990年12月27日。

## 外部連結
- 車站情報 和銅黑谷站（秩父鐵道） （页面存档备份，存于）（日語）
- 和銅遺蹟-和銅保勝會 （页面存档备份，存于）（日語）
- 秩父觀光協會官方網站 （页面存档备份，存于）（日語）
- 美之山公園 （页面存档备份，存于）（日語） - 種植了約10,000朵櫻花或杜鵑花的景點